# زایمان در آب

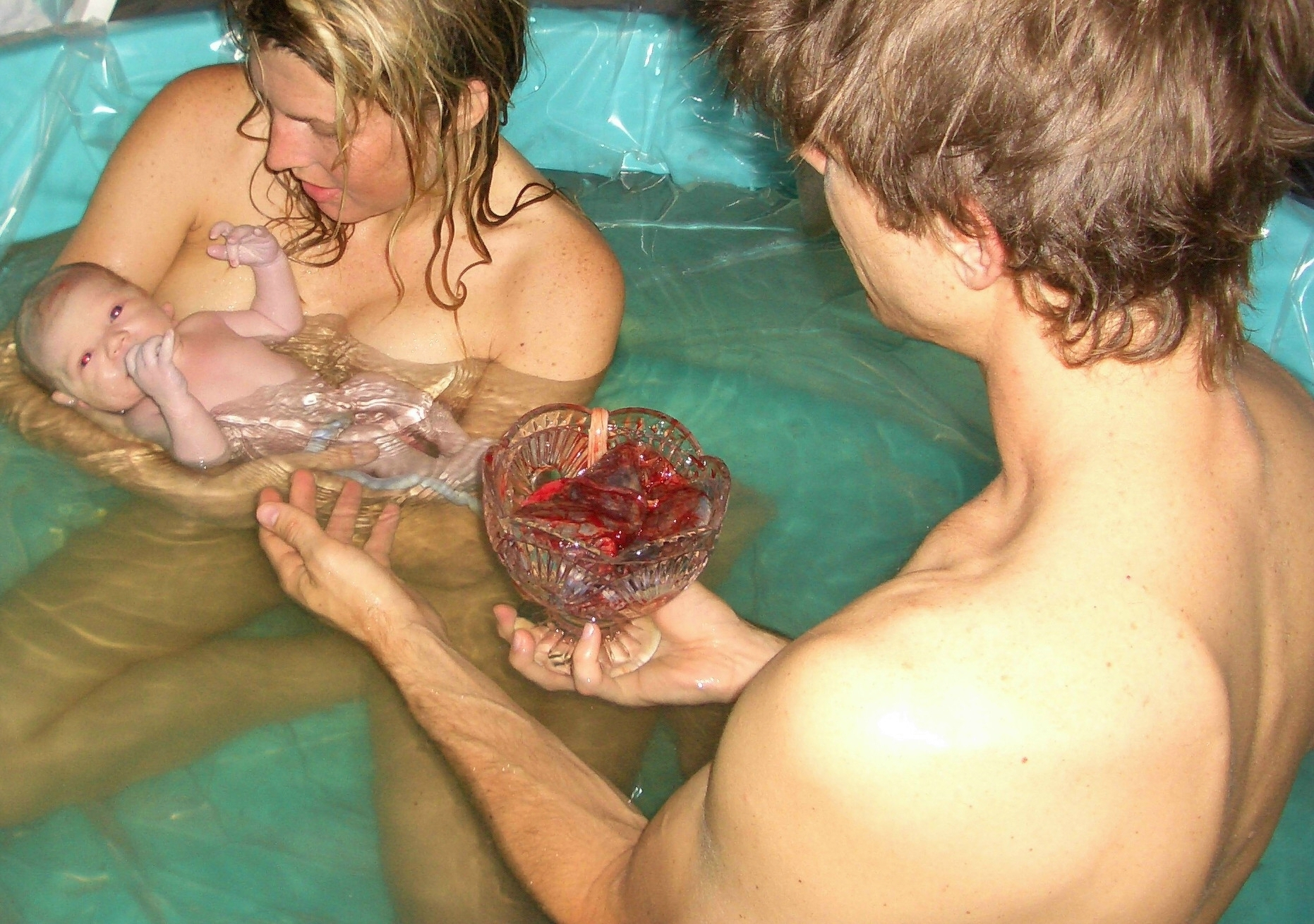
مادری که در آب زایمان کرده‌است

زایمان در آب یکی از انواع زایمان است که به منظور کاهش درد در آب انجام می‌شود. زایمان در آب باعث درد کمتر و آرامش بیشتر در طول زایمان می‌شود. منتقدان هم استدلال می‌کنند که ایمنیِ زایمان در آب هنوز از نظر علمی اثبات نشده‌است و مشکلات بسیاری از جمله ایجاد عفونت در بدن مادر یا نوزاد و احتمال غرق شدن نوزاد در این روش به ثبت رسیده‌است.

## در ایران
برخی بیمارستان‌ها در ایران خدمات زایمان در آب ارائه می‌دهند.